# Duja
Patrick Dujany, alias Duja, né le 12 octobre 1972 à Montreux, est un animateur de radio, notamment connu pour ses micros-trottoirs et ses émissions pour Couleur 3, et le chanteur du groupe de métal industriel MXD.

## Biographie
Patrick Dujany naît le 12 octobre 1972 à Montreux. Il est fils unique. Son père, Oscar, restaurateur, tenancier du Las Vegas à Moutier, vient du Val d’Aoste et sa mère, Yvonne, de Moutier,,. Il est, tout comme sa famille, autonomiste jurassien convaincu.
En 1976, sa famille s'installe à Moutier, dans le Jura bernois. Une fois sa scolarité achevée, il étudie au gymnase, à Bienne, mais le quitte en 1992 en raison de ses mauvais résultats. Il suit ensuite une école socioculturelle.
Parallèlement à ses activités à la radio, il travaille brièvement à ses débuts dans une entreprise de réintégration professionnelle et sociale à Tramelan, puis comme animateur socioculturel pour le centre de jeunesse de Moutier,.
Il joue dans sa jeunesse au football, au FC Moutier, jusqu'à ce qu'il décide de se consacrer à la musique.
Après avoir quitté Moutier, il vit quinze ans à Lausanne puis déménage en 2015 à Saint-Saphorin,.
En février 2022, il est élu en dernière position (216 suffrages pour un corps électoral de 4 400 citoyens) au Conseil de Ville (législatif) de Moutier, où il a encore son domicile officiel, lors d'une élection complémentaire libre (sans dépôt de liste) provoquée par la démission de treize parlementaires anti-séparatistes. Le journal satirique La Torche 2.0 avait appelé à voter pour lui,. Il doit cependant renoncer à son siège, son employeur (la RTS) jugeant son mandat incompatible avec son émission politique.

### Musique
Avant de fonder le groupe de métal industriel MXD en 1995, dont il est le chanteur, il joue de 1991 à 1993 dans un groupe de heavy metal du nom de D-Fender, puis dans un groupe de fusion-crossover, Difficult to Cure, jusqu'en 1995,.

### Radio et télévision
Il entre à la Radio suisse romande, plus précisément à Couleur 3, le 30 décembre 1996, après avoir été repêché du concours d'entrée (il termine septième sur 600 candidats pour trois postes) par le directeur de la chaîne. Il y fait dès le début de nombreux micros-trottoirs, d'abord dans l'émission La Route du rock puis dans Sub Circus à partir de 1998. Il coanime notamment l'émission nocturne Les Dégradés et l'émission de métal Krakoukass.
En 2012, il quitte Couleur 3 pour rejoindre La Première et y coanimer jusqu'en juin 2020 l'émission Bille en tête, puis Gare à vous.
À la télévision, il commente plusieurs matchs de football avec Jean-Jacques Tillmann, puis collabore à l'émission humoristique de la RTS 26 minutes.
En 2022, il lance une nouvelle émission politique quotidienne sur Couleur 3, intitulée La Chose publique.

## Publications
- Les Écorcheresses, Vevey, Hélice Hélas, coll. « mycélium mi-raisin », octobre 2015, 240 p. (ISBN 9782940522330, présentation en ligne)
- Les Enfers, La Chaux-de-Fonds, Torticolis et frères, septembre 2020, 183 p. (ISBN 978-2-9701408-0-1, présentation en ligne)